# Věznice Folsom

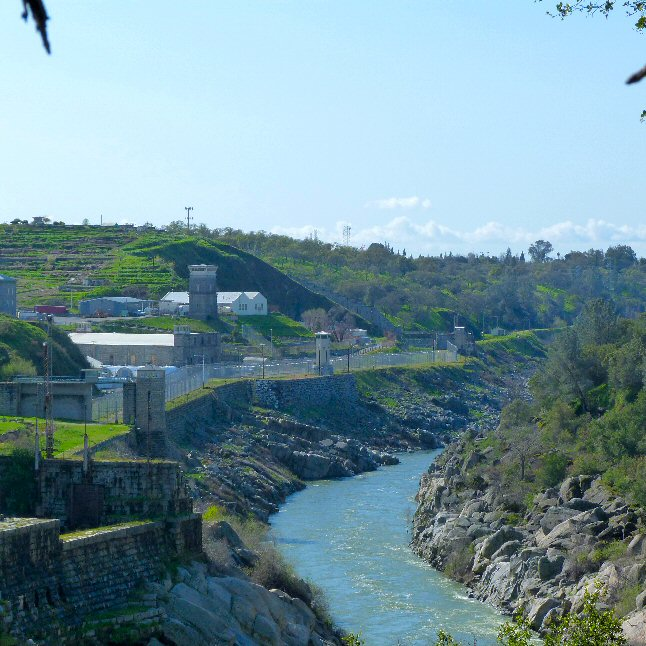
Věznice při pohledu ze severní strany, poblíž Americké řeky.

Státní věznice Folsom (anglicky: Folsom State Prison), je kalifornskou státní věznicí, ležící ve městě Folsom v Kalifornii asi 30 km severovýchodně od hlavního města Sacramento.
Její provoz započal v roce 1880 a po věznici San Quentin je Folsom druhým nejstarším vězením v Kalifornii, zároveň se jedná o první ústav svého druhu ve Spojených státech, ve kterém byla zavedena elektřina. Kromě toho se jednalo o jedno z nejstarších vězení s nejvyšší ostrahou a jako takové bylo během 42 let popravování svědkem 93 exekucí.
Folsom je relativně dobře známý díky hudebníku Johnny Cashovi, který zde uspořádal několik koncertů. Ze dvou z nich, konaných v 13. ledna 1968 vzniklo live album. Známá je též jeho píseň "Folsom Prison Blues", kterou ale napsal asi o dekádu dříve (v Čechách je oblíbený její cover "Blues folsomské věznice" od skupiny Greenhorns).

## Historie
Folsom je druhým nejstarším vězením v Kalifornii, v době následující po kalifornské zlaté horečce nechvalně známým pro své velmi drsné podmínky. Přestože dnes jsou zde umístěni především vězni vyžadující střední zabezpečení, v minulosti se jednalo o jedno z nejpřísněji střežených zařízení v USA.
Stavba zařízení započala v roce 1878, na místě někdejší zlatokopecké osady Stony Bar, v blízkosti Americké řeky. Ústav byl oficiálně otevřen v roce 1880 a to s kapacitou 1800 vězňů. Ti trávili většinu času v temnotě, zavřeni za pevnými, nýtovanými, ocelovými dveřmi v kamenných celách o rozměrech 1,2 x 2,4 m, s 15 centimetrovým průzorem. V roce 1940 byly do dveří (které se používají dodnes) umístěny větrací otvory.
Folsom byl první elektrifikovanou věznicí na světě. Elektřina byla zajišťována první vodní elektrárnou v Kalifornii.
Poté, co získal stát Kalifornie v roce 1891 výlučnou kontrolu nad tresty smrti, začaly být popravy vykonávány právě ve Folsomu a San Quentinu. Mezi 13. prosincem 1895 a 3. prosincem 1937 zde bylo oběšeno 93 odsouzenců. Poté, co začaly být používány plynové komory, byly popravy přesunuty do San Quentinu.
Vězni jsou zaměstnáni v metalurgické továrně a v tiskárně. Žulový lom ve Folsomu zajišťoval materiál pro stavbu Kapitolu a štěrk zde vytěžený sloužil jako podklad většiny nejstarších kalifornských silnic. Od 30. let 20. století se ve Folsomu vyrábí kalifornské státní poznávací značky.
V roce 1968 uskutečnil ve věznici několik koncertů Johnny Cash. Každý z navštívených vězňů, žil ve své vlastní cele a téměř všichni byli ve vzdělávacím programu nebo se učili obchod. Většina z navštívených vězňů se po propuštění do Folsomu nevrátila.
V roce 2009 bylo vězení silně přeplněné, když se v něm nacházelo 4427 delikventů. Většina vězňů propuštěných v tomto období se do Folsomu vrátila.

## Ženská sekce
V lednu 2013 byla uvedena do provozu samostatná ženská sekce. Jedná se o nejseverněji umístěnou ženskou věznici v Kalifornii. Její kapacita je 403 vězeňkyň. 25% delikventek je hispánského původu. Jsou zde umístěny vězeňkyně vyžadující nízkou úroveň zabezpečení.